# Stânca Ștefănești
Stânca Ștefănești este o arie protejată de interes național ce corespunde categoriei a IV-a IUCN (rezervație naturală de tip geologic și floristic), situată în județul Botoșani, pe teritoriul administrativ al orașului Ștefănești.

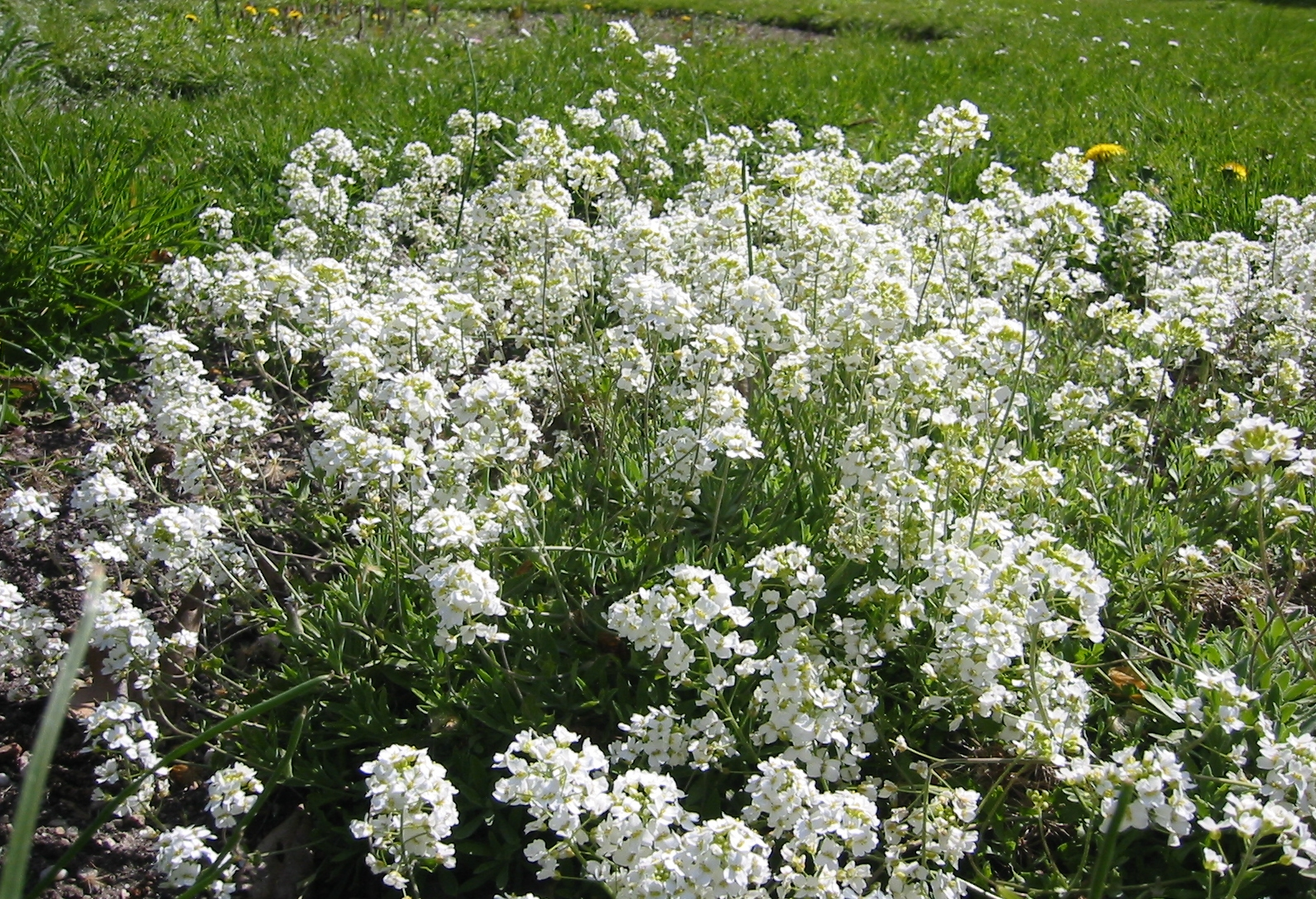
Siverechia podoliana (Schivereckia podolica)

## Descriere
Rezervația naturală aflată în nord-estul satului Stânca, are o suprafață de 1 ha, și reprezintă singurul loc din țară unde vegetează specia floristică, cunoscută sub denumirea de Șiverechie podoliană (Schivereckia podolica).

## Floră
Alături de Schivereckia, pe suprafața ariei cu substrat calcaros (constituit din calcare recifale bugloviene), mai sunt întâlnite și câteva specii de plante endematice, printre care: trânjoaica (Ranunculus illyricus), specia de urechelniță Sempervivum ruthenicum, cosaciul (Astragalus austriacus) sau specia de șopârliță Veronica incana.